# Operación Legacy

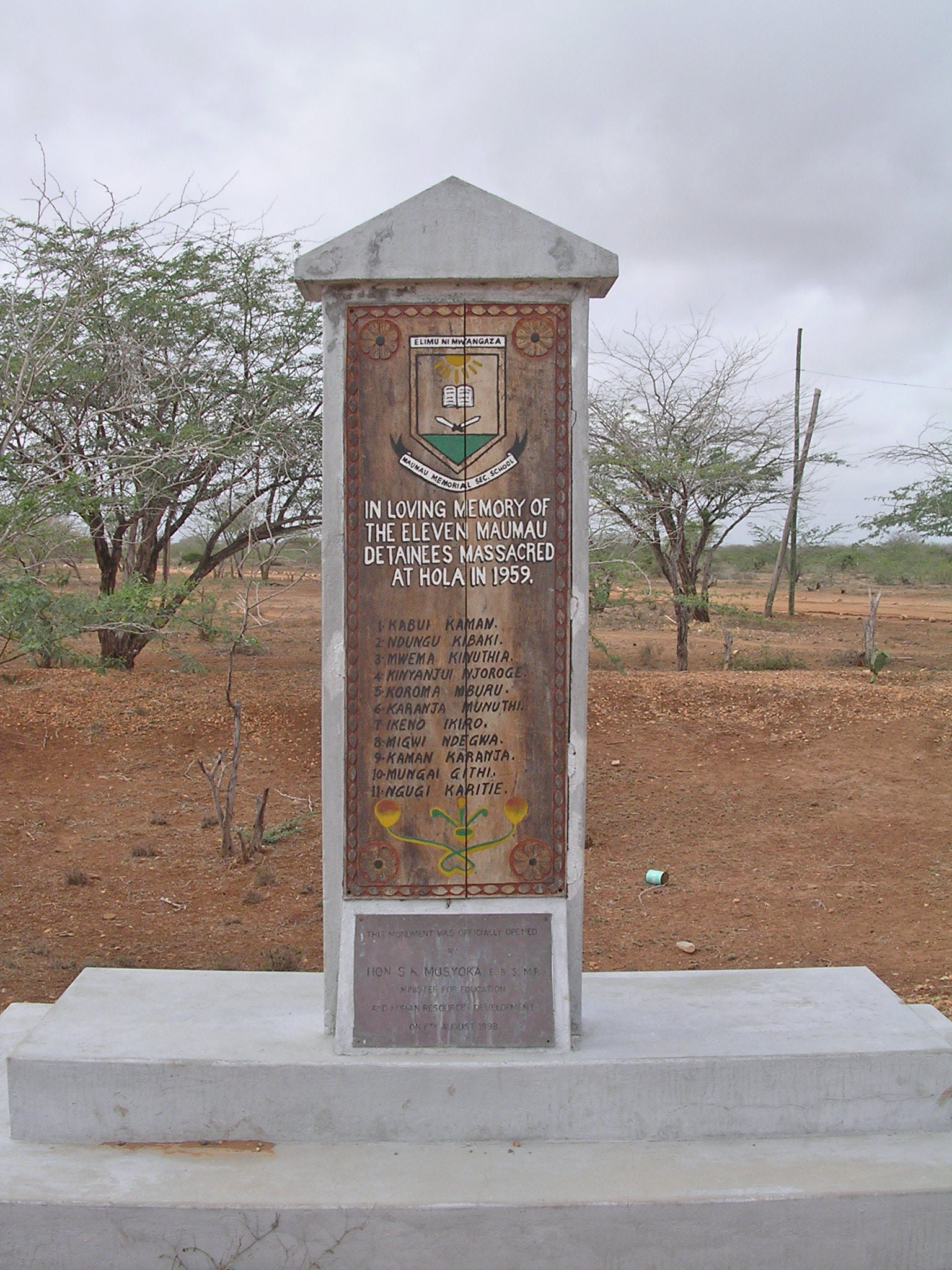
Monumento en conmemoración de la masacre de Hola, en Kenia. La documentación sobre la prisión de Hola fue destruida en gran medida por las autoridades coloniales.

La operación Legacy fue un programa de la Oficina Colonial Británica (más tarde, Ministerio de asuntos exteriores) para destruir u ocultar archivos en los que Reino Unido estuviera implicado en actos ilícitos, para evitar que sus excolonias pudieran acceder a estos y usarlos. Funcionó desde la década de 1950 hasta la década de 1970, durante el apogeo de la descolonización del Imperio Británico.
Todos los documentos secretos en las administraciones coloniales fueron examinados por agentes del MI5 o de la Special Branch de la policía para garantizar que fueran destruidos aquellos que pudieran avergonzar al gobierno británico, por ejemplo, aquellos que muestran prejuicios raciales o religiosos, que consistían en 8800 expedientes de al menos 23 países y territorios entre 1950 y 1970, que se ocultaron, fueron destruidos o enviados al Reino Unido. Se dieron instrucciones precisas sobre los métodos que se debían emplear para la destrucción, incluida la quema y el vertido al mar. Algunos de los archivos detallan los métodos de tortura utilizados contra los opositores a las administraciones coloniales, como los empleados durante el levantamiento del Mau Mau.
Según iba progresando la descolonización, los funcionarios británicos trataban de evitar con entusiasmo una repetición del bochorno causado por la quema manifiesta de documentos que tuvo lugar en Nueva Delhi en 1947, del que informaron los medios de comunicación indios. El 3 de mayo de 1961, Iain Macleod, a la sazón Secretario de Estado para las Colonias, escribió un telegrama a todas embajadas británicas para aconsejarles sobre la mejor manera de recuperar y destruir documentos delicados.
Los estudios académicos sobre el fin del Imperio Británico se han visto ayudados en los últimos años por la desclasificación de los archivos migrados en la serie 141 de la Oficina de Asuntos Exteriores y de la Commonwealth. Después de que el gobierno del Reino Unido admitiera en 2011 que tenía documentos secretos relacionados con el levantamiento de Mau Mau, comenzó a desclasificar documentos y para noviembre de 2013 se habían desclasificado unos 20 000 legajos. Ahora se puede acceder a los documentos que no fueron destruidos en los Archivos Nacionales en Kew (Londres).